# 랜스 데이비즈
랜스 데이비즈(영어: Lance Davids, 1985년 4월 11일 ~)는 남아프리카 공화국의 전 축구 선수이다.